# Waddenviltbij
De Waddenviltbij (Epeolus alpinus) is een vliesvleugelig insect uit de familie bijen en hommels (Apidae). De wetenschappelijke naam van de soort is voor het eerst geldig gepubliceerd in 1893 door Heinrich Friese. De soort werd tussen 1991 en 2021 niet in Nederland waargenomen en werd daarom op de Rode Lijst opgenomen als in Nederland uitgestorven. Zowel de laatste waarneming in 1991, als de eerste in 2021 vonden plaats op Texel.

## Leefgebied en leefwijze
De soort leeft in bergachtige gebieden in Centraal-Europa, maar ook in duingebieden in Noord-Europa (Noord- en Oostzee). De soort maakt geen eigen nesten, maar legt eieren in de nesten van, bij voorkeur, de ijszijdebij.